# Тиран-малюк золотолобий

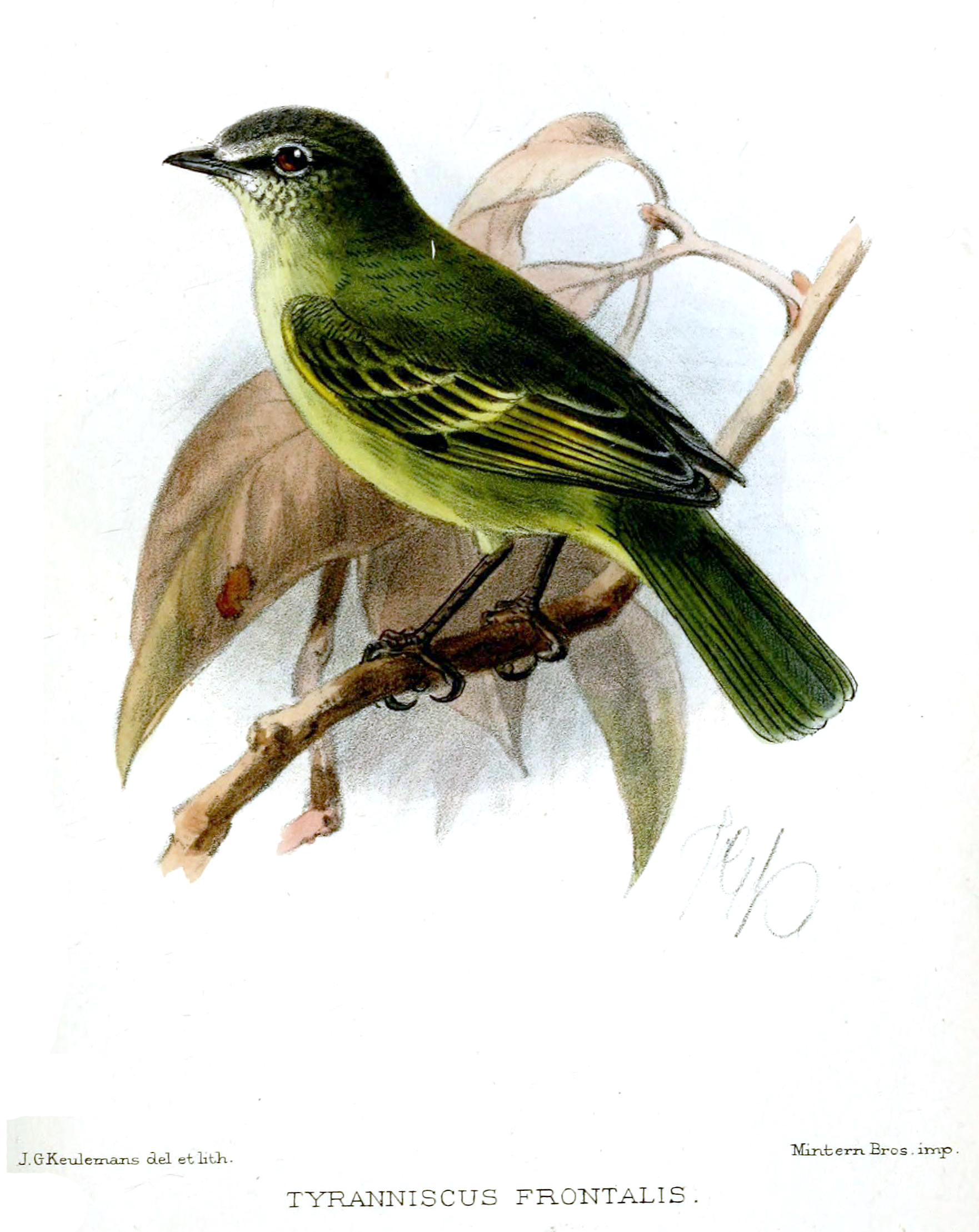
Золотолобий тиран-малюк

Тиран-малюк золотолобий (Zimmerius viridiflavus) — вид горобцеподібних птахів родини тиранових (Tyrannidae). Ендемік Перу. Раніше вважався конспецифічним з лоянським тираном-малюком.

## Поширення і екологія
Золотолобі тирани-малюки живуть у вологих гірських тропічних лісах Анд. Зустрічаються на висоті від 1000 до 2500 м над рівнем моря.